# 盖特海恩
盖特海恩（德語：Geithain，發音：[ˈɡaɪtˌhaɪn] ⓘ）是德国萨克森州莱比锡县的城市，面积54.71平方千米，2023年12月31日人口为6,797人。